# Больница общины сестёр милосердия Святого Георгия
Больница общины сестёр милосердия Святого Георгия — памятник архитектуры. Расположен в Красносельском районе Санкт-Петербурга, современный адрес дома — Дудергоф, проспект Двадцать Пятого Октября, 105.
Местность стала популярна среди дачников с 1870-х годов. На юго-западном склоне Ореховой горы в 1879—1883 годах была построена в русском стиле по проекту В. И. Токарева церковь Святой Ольги; в 1885—1885 годах рядом с ней были построены деревянные корпуса инвалидного дома ( Объект культурного наследия народов РФ регионального значения. Рег. № 781721205050005 (ЕГРОКН). Объект № 7830695000 (БД Викигида)). Спустя 10 лет участком стала владеть Община сестер милосердия Святого Георгия, и по предложению попечительницы Общины М. А. Сольской было решено построить раковую больницу в честь умершей от рака в 1898 году настоятельницы Общины Е. П. Карцовой.
Сбор средств на больницу начался в 1899 году и состоялся, несмотря на сопротивление дачников против соседства с подобным учреждением. Больница была заложена 19 июля 1900 года и освящена 2 августа 1902 года. Здание было поставлено на склоне чуть ниже церкви; церковь не сохранилась, и больница впоследствии стала одиночной доминантой местности. Строительство шло по проекту Г. И. Люцедарского, по его замыслу в лечении больных должно было играть роль расположение здания в гористой местности и облик здания, не похожего на лечебный барак.
В здании больницы есть одноэтажная и двухэтажная части, они сочленены асимметрично. Все фасады различны. На стыке объёмов здания врезана круглая лестничная башня, конический шатёр которой внизу переходит в широкий навес, под которым устроен закрытый ярус, обшитый имитирующими фахверк досками. Спиральная лестница освещается окошками-«бойницами». У двухэтажной части здания различные щипцовые завершения: южное — треугольное с двускатной кровлей, северное — трапециевидное, полувальмовое, украшенное красным крестом. Оба щипца декорированы конструктивно связанными со скатами крыш деревянными конструкциями, ажурной аркой из гнутых брусьев и решёткой с небольшой аркой. Свесы кровли поддерживают кронштейны.
В основном здание облицовано светло-жёлтым кирпичом, цоколь сложен из камней с неровными сколами красного и серого оттенков. К южному фасаду высота цоколя увеличена. Первый этаж двухэтажной части обработан смесью кирпичной крошки и цементной штукатурки. Угловые цепочки рустов, пояса и зубчатые наличники окон сделаны из светло-серой и белой штукатурки, дымовые трубы сложены из красного кирпича. Решётки балконов и террасы, гребень на коньке крыши, ограждение лестницы выкованы из железа.
После 1914 года место больницы заняли детский приют, финская и советская школы, с 1979 года здание используется как лыжная база детско-юношеской спортивной школы Красносельского района.